# Карпуша (мультфильм)
Карпуша — советский кукольный мультипликационный фильм, снятый режиссёром Михаилом Каменецким и выпущенный киностудией «Союзмультфильм» в 1988 году.

## Сюжет
Живут в деревне старик со старухой. Тяжело старикам с хозяйством. Тут, как и положено в сказке, откуда ни возьмись появляется добрый молодец — «косая сажень в плечах», по виду городской. Говорит, что зовут его Карпуша, и что будет он во всём хозяевам помогать. Всё будет за них делать, а они могут отдыхать.
Вот только за что ни возьмётся Карпуша, всё по неопытности и по неумению ломает и крушит. Доходит до того, что избушку стариков — и ту поломал.
Решает старик Карпушу выгнать. Да и тот сам уже начинает понимать, что работник он никудышный. Но в последний момент старуха останавливает старика. Тогда жалко становится старикам Карпушу: «Куда он такой бестолковый пойдёт? Кому он такой нужен?». И остаётся Карпуша дальше у стариков помощником.

## Съемочная группа
- автор сценария — Роман Качанов-мл. (в титрах Р. Губин)
- кинорежиссёр — Михаил Каменецкий
- художник-постановщик — Ирина Кострина
- кинооператор — Юрий Каменецкий
- композитор — Игорь Космачёв
- звукооператор — Владимир Кутузов
- художники-мультипликаторы: Ирина Собинова-Кассиль, Алла Соловьёва, Ольга Панокина
- куклы и декорации изготовили: Виктор Гришин, Лилианна Лютинская, Михаил Колтунов, Александр Горбачёв, Наталия Барковская, Наталия Гринберг, Владимир Алисов, А. Уткин, Владимир Аббакумов, Владимир Конобеев, Нина Молева, Анна Ветюкова, Павел Гусев, Александр Беляев, Светлана Знаменская
- монтажёр — Галина Филатова
- редактор — Наталья Абрамова
- директор съёмочной группы — Григорий Хмара

## Роли озвучивали
| Актёр            | Роль    |
| ---------------- | ------- |
| Татьяна Пельтцер | бабушка |
| Борис Новиков    | дедушка |
| Леонид Куравлев  | Карпуша |
| Нина Русланова   | корова  |